# Medvednica
Medvednica (letteralmente “Monte degli orsi”) è un gruppo montuoso della Croazia centrale, situato a nord della capitale Zagabria.
Segna il confine meridionale della regione storica di Zagorje. La vetta più alta (1 035 m) è il monte Sljeme.